# ABC (film)
 For alternative betydninger, se ABC. (Se også artikler, som begynder med ABC)
ABC er en dansk animationsfilm fra 1964 instrueret af Bent Barfod efter eget manuskript.

## Handling
Afrika relaterede dyr og ting staves og illutreres med Barfods hånd.